# Claudio Guzmán
Claudio Guzmán (Chillán, Chile, 2 de agosto de 1927-Los Ángeles, California, 12 de julio de 2008) fue un director de televisión, productor de cine y televisión, director de arte y diseñador de producción chilenoestadounidense, más conocido por su trabajo como director y productor de la serie Mi bella genio (1965-1970).

## Biografía
Inició estudios de Arquitectura en la Universidad Católica de Chile, pero los abandonó en 1954 para iniciar su trabajo en televisión en Estados Unidos. Allí partió haciendo escenografías en The Fountain of Youth (1956, transmitido en 1958), un telefilme dirigido por Orson Welles, escribiendo guiones y haciendo de improvisado actor.
Fue nominado al premio Emmy por su dirección de arte en la serie Where's Raymond? (The Ray Bolger Show) (1953-1954). También fue director de arte para Desilu Productions en los programas Make Room for Daddy (1953-1957), The Real McCoys (1957-1962) y The Lucy Show (1962-1968).
Además de Mi bella genio, Guzmán es recordado por haber sido productor ejecutivo de Villa Alegre (1973-1980), la primera serie de televisión infantil hablada en inglés y español, por la que recibió dos nominaciones a los premios Daytime Emmy; y director de El fugitivo (1963-1967), La novicia voladora (1967-1970), La familia Partridge (1970-1974) y Harper Valley P.T.A.
Además, fue director de las comedias de situaciones The Dick Van Dyke Show (1961-1966) y The Patty Duke Show (1963-1966), de las cintas Antonio (1973) y Linda Lovelace for President (1976); de la serie de televisión Starman (1986) y de la miniserie Memories of Midnight (1991). 
Guzmán dejó la televisión debido a su salud, que quedó resentida por la picadura de un insecto venenoso. Aunque su lazo afectivo con Chile se mantuvo, profesionalmente solo trabajó durante 1981 en TVN, donde dirigió la telenovela de época Villa Los Aromos y encabezó el matinal Tenga usted un buen día.
Se casó en 1964 con la cantante y actriz italiana Anna Maria Alberghetti, con quien tuvo dos hijas. Después de divorciarse en 1974, se casó en 1981 con Martha J. McAuliffe. 
Falleció a los 80 años, en Los Ángeles, California, víctima de una neumonía.